# کاستو (بازیکن فوتبال)
کاستو (انگلیسی: Casto؛ زادهٔ ۱۸ ژوئن ۱۹۸۲) بازیکن فوتبال اهل اسپانیا است.
از باشگاه‌هایی که در آن بازی کرده‌است می‌توان به باشگاه فوتبال رئال مورسیا، باشگاه فوتبال رئال بتیس، باشگاه فوتبال آلباسته بالومپیه، باشگاه فوتبال آلمریا و باشگاه فوتبال لاس پالماس اشاره کرد.